# Daisy Meadows
Pour les articles homonymes, voir Meadows.
Daisy Meadows est le pseudonyme de quatre écrivains anglais – Narinder Dhami, Sue Bentley, Linda Chapman et Sue Mongredien – auteurs de la série pour enfants L'Arc-en-ciel magique.